# 1980 في إيطاليا
فيما يلي قوائم الأحداث التي وقعت خلال عام 1980 في إيطاليا.

## أحداث
- 27 يونيو – خطوط أيتافيا الجوية الرحلة 870

## سياسة

### انتهاء فترة المنصب
- 18 أكتوبر – فرانشيسكو كوسيغا رئيس وزراء إيطاليا.

## رياضة
- 7 يونيو – طواف إيطاليا 1980 الفائزون بيانتشي بياجيو 1980، Claudio Bortolotto [الإنجليزية]‏، Wladimiro Panizza [الإنجليزية]‏، جيوفاني باتاغلين، Tommy Prim [الإنجليزية]‏، جوزيبي ساروني، بيرنار إينو.
- 22 يونيو – بطولة أمم أوروبا لكرة القدم 1980 الفائز منتخب ألمانيا لكرة القدم.

## مواليد

### يناير
- 3 يناير – فيديريكو لوزي لاعب كرة مضرب إيطالي.
- 8 يناير – ستيفانو ماوري لاعب كرة قدم إيطالي.
- 9 يناير – دانييلي دي فيزي لاعب كرة قدم إيطالي.

### فبراير
- 2 فبراير – خوان مارسير لاعب كرة قدم أرجنتيني.
- 2 فبراير – ميركو غاسباريتو لاعب كرة قدم إيطالي.
- 2 فبراير – نينا زيلي
- 10 فبراير – إنزو ماريسكا لاعب كرة قدم إيطالي.
- 21 فبراير – إيمانويل ديلا روسا ملاكم إيطالي.
- 27 فبراير – ألبا رورفاكر ممثلة إيطالية.
- 29 فبراير – أندريا ستوبيني لاعب كرة مضرب إيطالي.
- 29 فبراير – إيفان غوي متسابق دراجات نارية إيطالي.

### مارس
- 2 فبراير – خوان مارسير لاعب كرة قدم أرجنتيني.
- 7 مارس – لويجي لوتشيانو ممثل إيطالي.
- 19 مارس – لوكا فيري لاعب كرة قدم إيطالي.
- 23 مارس – روبرتو رولفو متسابق دراجات نارية إيطالي.
- 27 مارس – جيانباولو بيليني لاعب كرة قدم إيطالي.

### أبريل
- 5 أبريل – ألبرتا بريانتي لاعبة كرة مضرب إيطالية.
- 6 أبريل – فيرا كارارا درّاجة طريق إيطالية.
- 10 أبريل – أليسيا فينتورا
- 16 أبريل – ماتيو كونتيني لاعب كرة قدم إيطالي.
- 18 أبريل – كارولينا كريشنتيني

### مايو
- 3 مايو – أندريا كوسو لاعب كرة قدم إيطالي.
- 27 مايو – توماس مانفريديني لاعب كرة قدم إيطالي.

### يونيو
- 5 يونيو – ريك دي فوست لاعب كرة مضرب جنوب أفريقي.
- 9 يونيو – أليساندرو برانيتي متسابق دراجات نارية إيطالي.
- 10 يونيو – ماركو مارزانو
- 20 يونيو – فرانكو سيميولي لاعب كرة قدم إيطالي.
- 23 يونيو – فرانشيسكا سكيافوني لاعبة كرة مضرب إيطالية.
- 28 يونيو – ماوريزيو دوميزي لاعب كرة قدم إيطالي.

### يوليو
- 22 يوليو – ماركو ماركيوني لاعب كرة قدم إيطالي.
- 25 يوليو – أنطونيلا سيرا زانيتي لاعبة كرة مضرب إيطالية.

### أغسطس
- 6 أغسطس – فيتانتونيو ليوزي سائق سيارة سباق إيطالي.
- 13 أغسطس – نيكولا مينغازيني لاعب كرة قدم إيطالي.
- 15 أغسطس – جيامباولو كاروسو درّاج طريق إيطالي.
- 17 أغسطس – مانويلي بلازي لاعب كرة قدم إيطالي.
- 22 أغسطس – توماس ريس لاعب كرة سلة إيطالي.
- 24 أغسطس – جيوزيبي كولوكي لاعب كرة قدم إيطالي.

### سبتمبر
- 5 سبتمبر – ماريانا ماديا سياسية إيطالية.
- 8 سبتمبر – مانويل موري درّاج طريق إيطالي.
- 15 سبتمبر – دومينيكو سبادا ملاكم إيطالي.
- 20 سبتمبر – مارياكارلا بوسكونو
- 24 سبتمبر – دانيلي بيناتي درّاج طريق إيطالي.
- 26 سبتمبر – فاليريو أموروزو لاعب كرة سلة إيطالي.

### أكتوبر
- 2 أكتوبر – ستيفانو لوتشيني لاعب كرة قدم إيطالي.
- 8 أكتوبر – مانويل دي فيكي درّاج طريق إيطالي.
- 29 أكتوبر – فرانشيسكو فالياني لاعب كرة قدم إيطالي.
- 31 أكتوبر – ماسيمو غوبي لاعب كرة قدم إيطالي.

### ديسمبر
- 10 ديسمبر – باولو لونغو بورغيني درّاج طريق إيطالي.

## وفيات

### يناير
- 9 يناير – غايتانو بيلوني (مواليد 1892) درّاج طريق إيطالي.

### فبراير
- 1 فبراير – غاستوني نينسيني (مواليد 1930) درّاج طريق إيطالي.

### يوليو
- 26 يوليو – فيديريكو مونيراتي (مواليد 1901) لاعب ومدرب كرة قدم إيطالي.

### أكتوبر
- 10 أكتوبر – كارلو أنوفاتزي (مواليد 1925) لاعب كرة قدم إيطالي.